# Affiliated
Albums de MC Eiht
Veterans Day
(2004) Representin'
(2007)
Affiliated est le onzième album studio de MC Eiht, sorti le 4 avril 2006.

## Liste des titres
| No  | Titre                                                     | Durée |
| --- | --------------------------------------------------------- | ----- |
| 1.  | CPT MF'z                                                  | 5:00  |
| 2.  | Which Way Iz Up                                           | 4:50  |
| 3.  | Say Nuthin' (featuring Tha Chill)                         | 4:17  |
| 4.  | What the Fuc U Want Me to Do (featuring Bam et Tha Chill) | 3:52  |
| 5.  | Tha Ghetto                                                | 4:45  |
| 6.  | G'sta Melody                                              | 4:51  |
| 7.  | Just Lean                                                 | 4:18  |
| 8.  | CPT'z Bac (featuring Tha Chill)                           | 3:58  |
| 9.  | Where U From (featuring G-Luv)                            | 4:30  |
| 10. | Gangsta Minded                                            | 4:19  |
| 11. | Respect It (featuring Compton's Most Wanted)              | 3:42  |
| 12. | N My Neighborhood                                         | 4:00  |
| 13. | Pipe Down (featuring Bokie et Tha Chill)                  | 3:28  |

| 14. | Smoke Dis (featuring Jayo et Tha Chill) | 6:36 |